# Thylacospermum caespitosum
Espèce
Thylacospermum caespitosum est une espèce de plante de la famille des Caryophyllaceae.